# Preradovacklostret
Preradovacklostret (serbiska: Манастир Прерадовац/Manastir Preradovac) är ett serbisk-ortodoxt nunnekloster beläget i regionen Šumadija i centrala Serbien.
Klostrets överhuvud är Moder Tekla Marković sedan den 16 februari 2003.

## Historik
Klostret började byggas på 1200-talet. 1814 sattes klostret i brand av osmaner. En plakett med inskription som finns inne i klostret beskriver att det uppfördes igen 1871 av biskop Joanikije Nešković av Užice.
Dess senaste renovering påbörjades 1996. Renoveringen slutfördes 2004, när klostrets fresker invigdes av biskop Jovan av Šumadija.
Klostret började återuppbyggas återigen 1995. Det invigdes den 7 oktober samma år av biskop Sava Vuković av Šumadija.

## Material
I den nedre delen av fasaden är klostret byggt av krossad sten och i de övre delarna är det byggt av tegel. Fasaden är också putsad och vitmålad.

## Inventarier
- Freskerna är gjorda av ikonografen Slobodan Janićijević från Jagodina, Serbien.[1]
- På ikonostasen finns reparerade ikoner från 1800-talet.[1]
- Ikoner gjorda av munkarna Simon och Simeon Mirotočivo och andra verk av målaren Milovan Arsić, finns inne i klostret.[1]

## Klostrets nunnor
- Efimija Marković[1]
- Ana Milovanović
- Simeon Damjanović
- Gavrila Smoljan

## Övrigt
Ett litet stenkast bort från klostret finns en liten klockstapel.

## Bilder

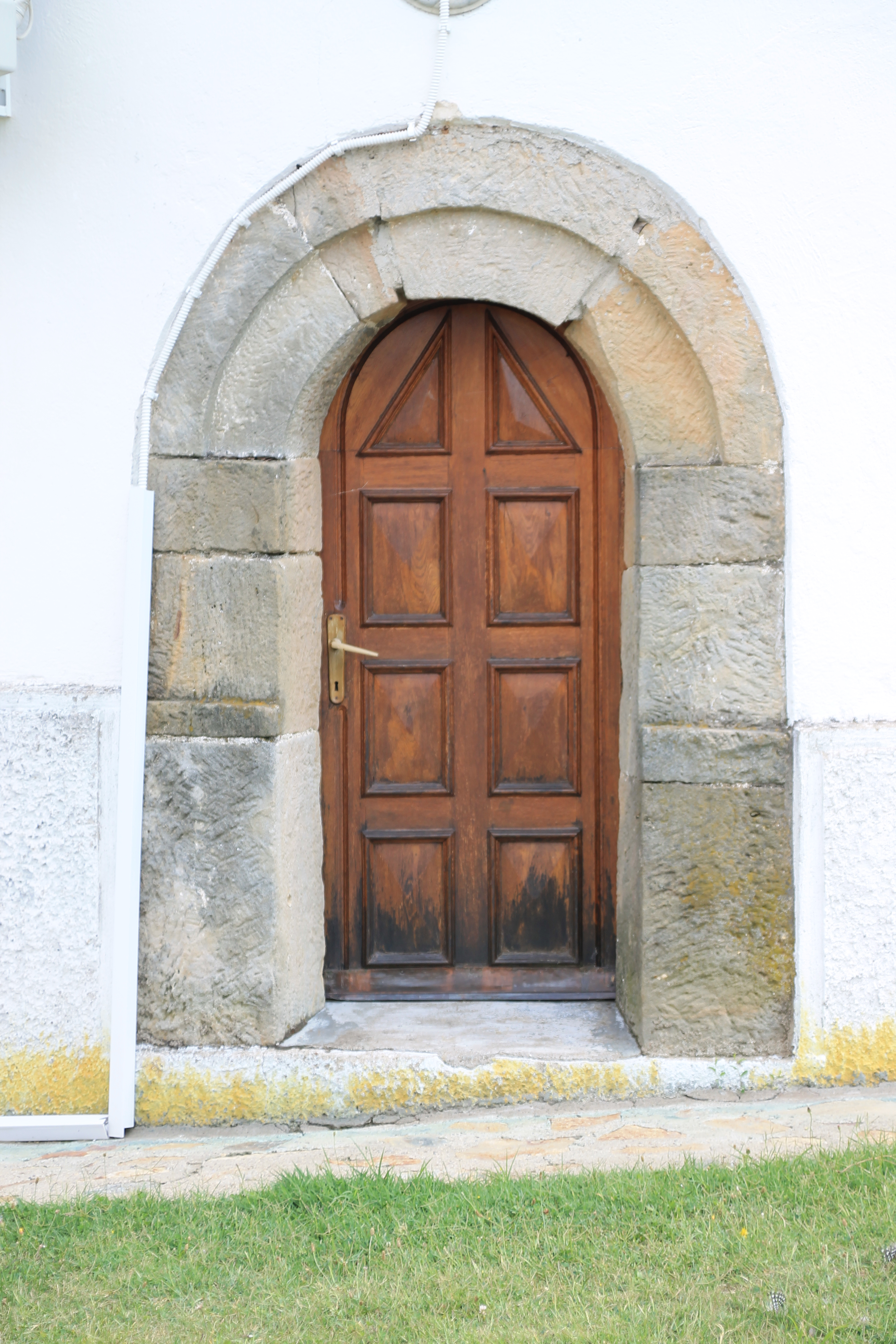
Ingång.
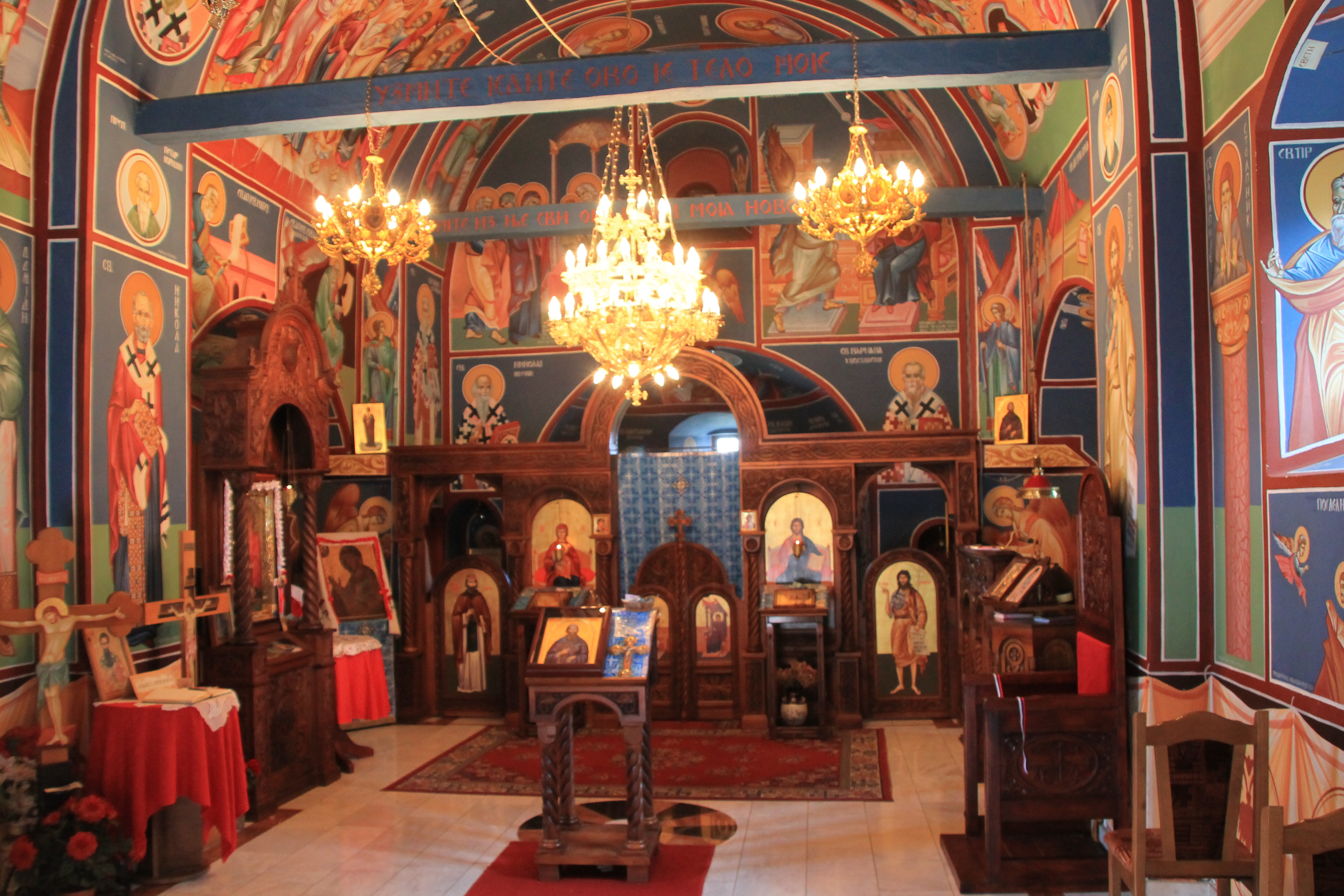
Klostrets interiör mot ikonostasen.
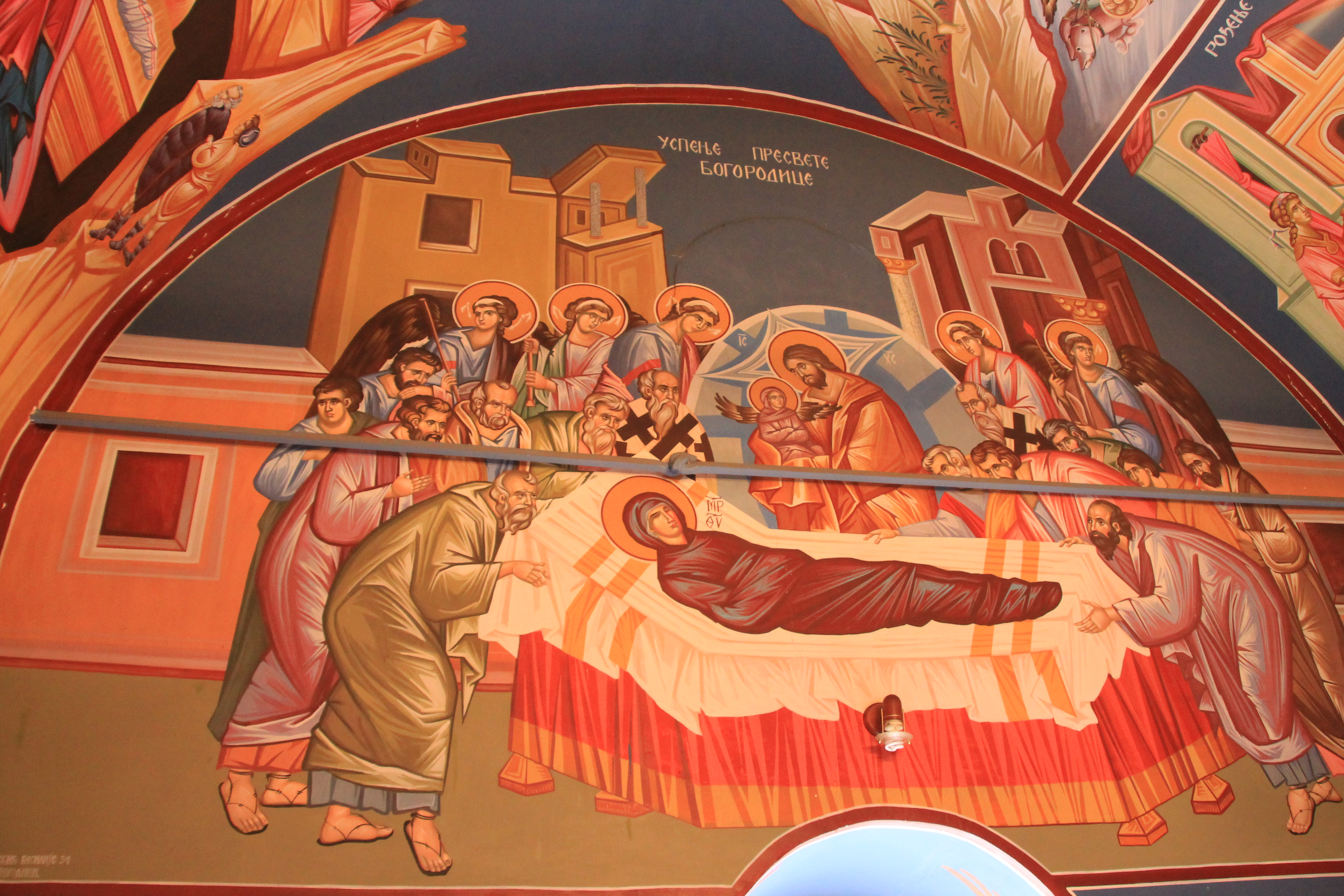
Fresk föreställande Guds Moders avsomnande.
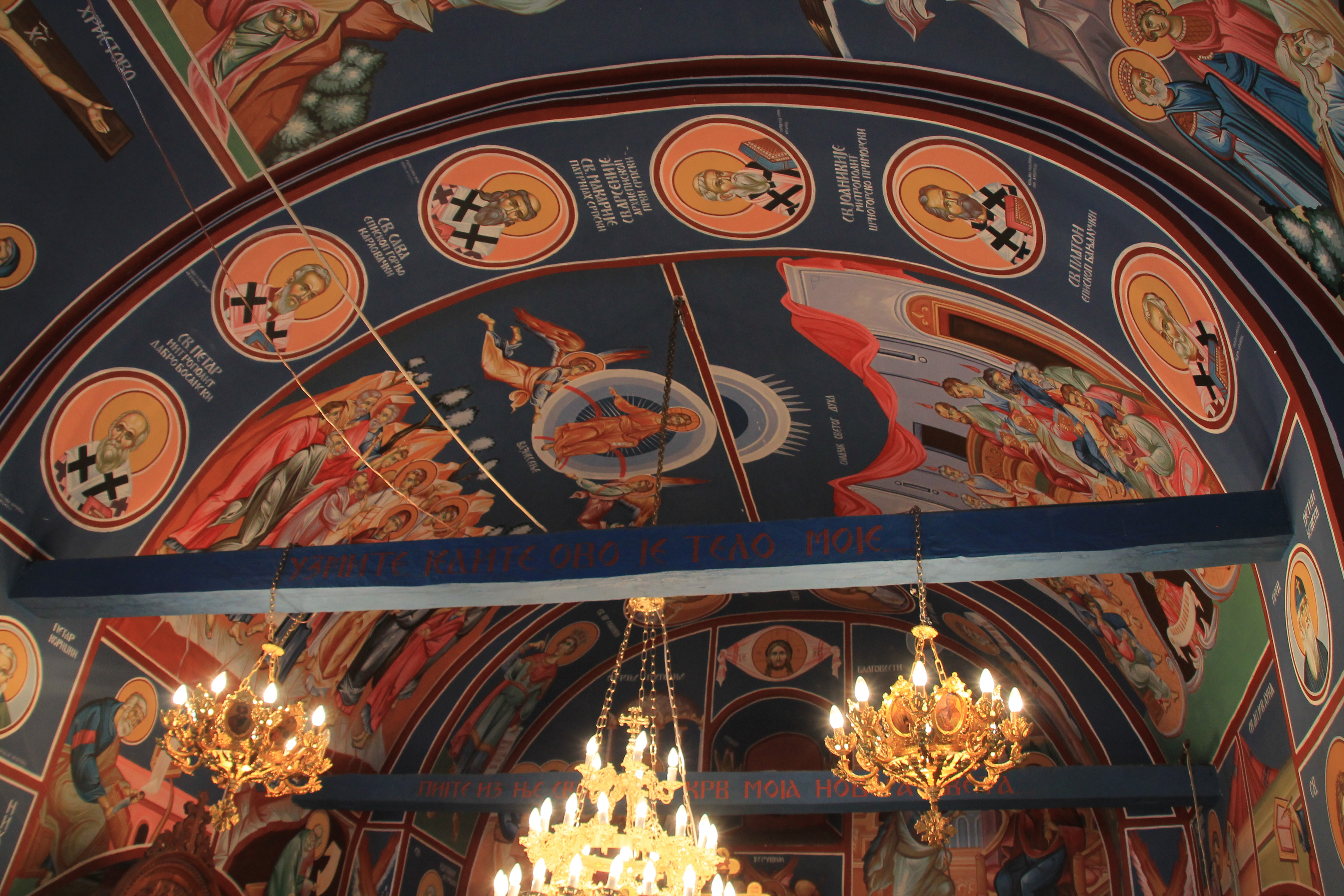
Fresker.